# Zúčastněná osoba
Zúčastněnou osobou se v trestním řízení rozumí ten, jehož věc má být či byla zabrána. Jde o osobu odlišnou od obviněného a má postavení 
strany trestního řízení. 
Zúčastněná osoba má právo být přítomna při hlavním líčení a veřejném zasedání, v jejich průběhu může činit návrhy (např. důkazní), klást otázky vyslýchaným osobám a musí jí být poskytnuta možnost se k věci vyjádřit (přednést závěrečnou řeč). Dále může nahlížet do spisů a podávat opravné prostředky proti rozhodnutím, která se jí dotýkají. 
V průběhu trestního řízení zúčastněná osoba může obviněného (obžalovaného) do určité míry procesně podpořit. Pokud tak neučinil obviněný sám, může mu zúčastněná osoba zvolit obhájce. V odvolacím a dovolacím řízení se mezi nimi uplatňuje pravidlo tzv. beneficia cohaesionis (prospívá-li důvod, z něhož bylo rozhodnuto ve prospěch zúčastněné osoby, také obžalovanému, rozhodne soud též v jeho prospěch a naopak).
Orgány činné v trestním řízení jsou povinny zúčastněnou osobu o jejích právech poučit a poskytnout jí možnost jejich uplatnění. Zúčastněná osoba se může nechat zastupovat zmocněncem.